# Bursera simaruba
Bursera simaruba är en tvåhjärtbladig växtart som först beskrevs av L., och fick sitt nu gällande namn av Charles Sprague Sargent. Bursera simaruba ingår i släktet Bursera och familjen Burseraceae. Inga underarter finns listade i Catalogue of Life.
Bursera simaruba är ett nio meter högt träd, vars bark innehåller en söt, aromatisk saft, som har medicinsk användning och som efter intorkning lämnar ett vitaktigt harts, cibouharts, som använts vid beredning av fernissor.

## Bildgalleri

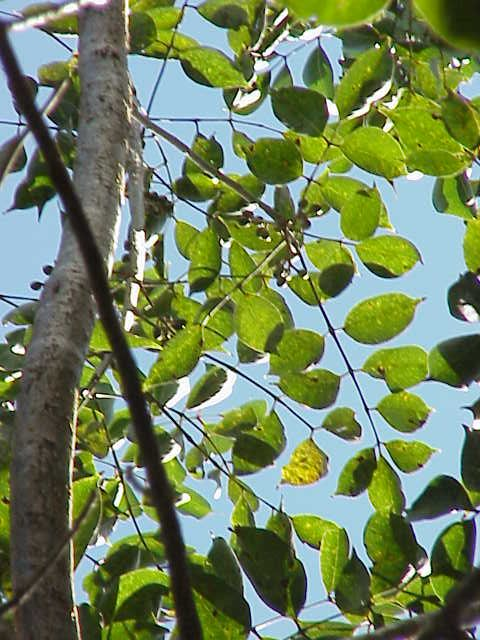
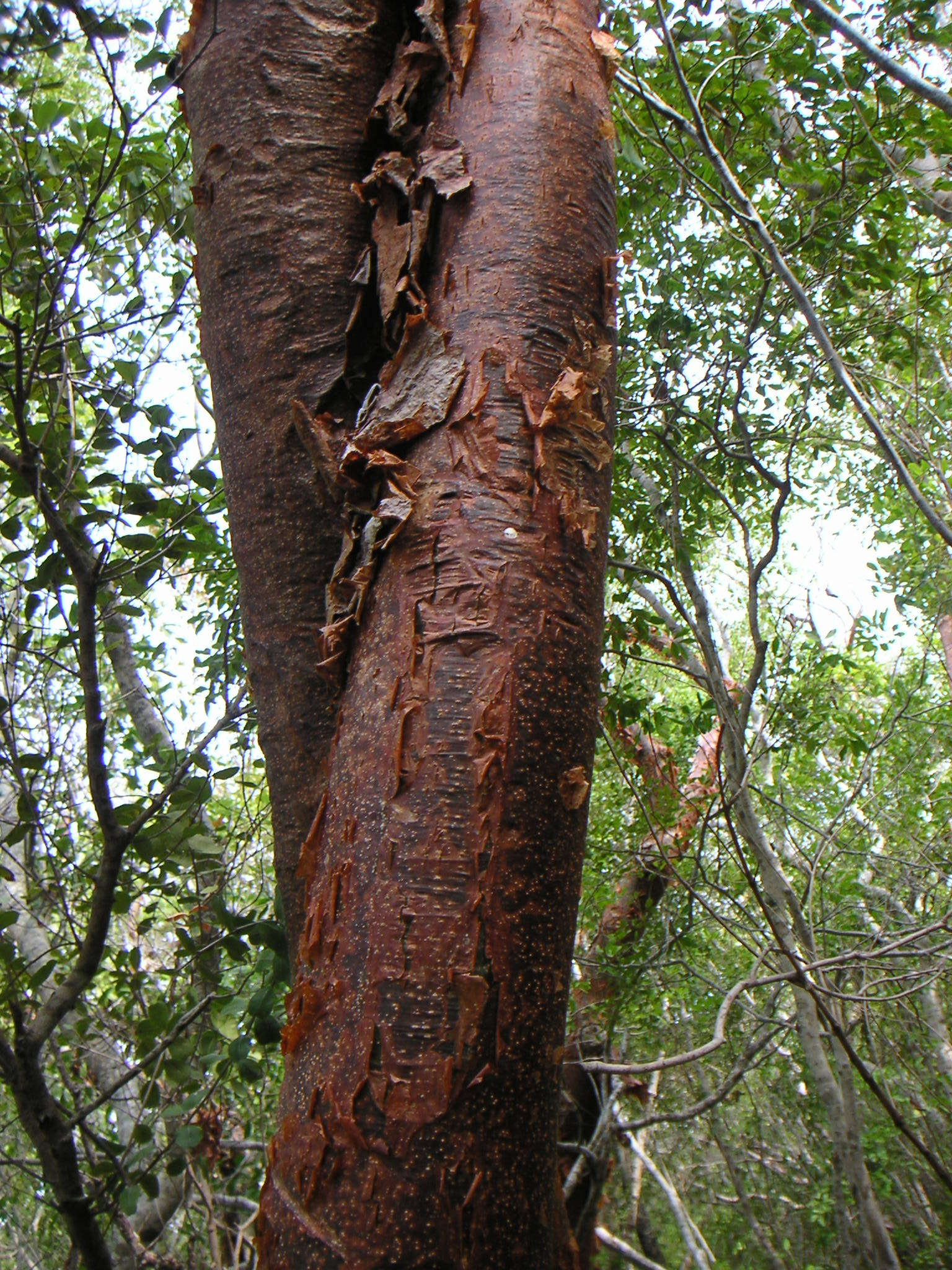
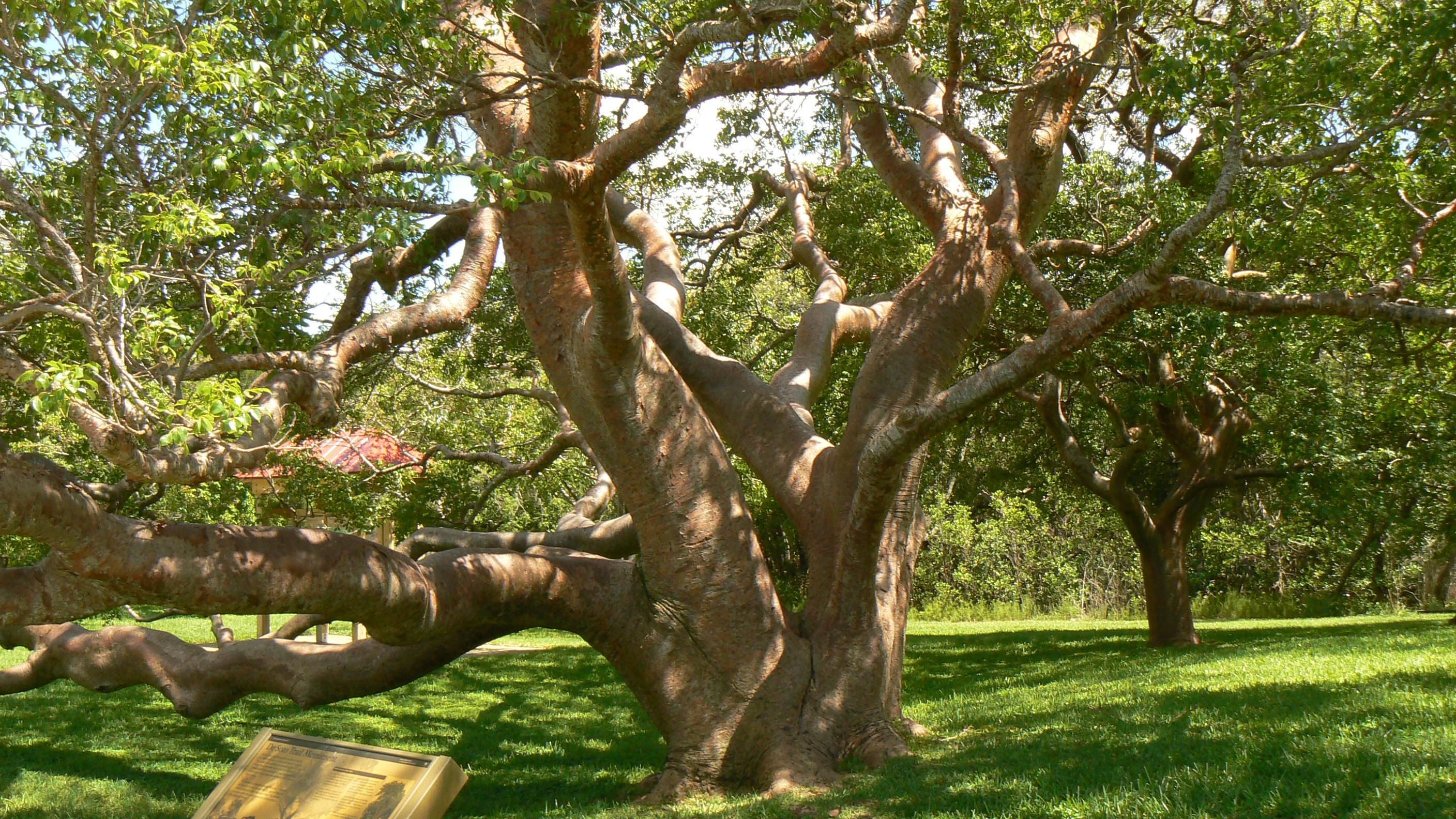
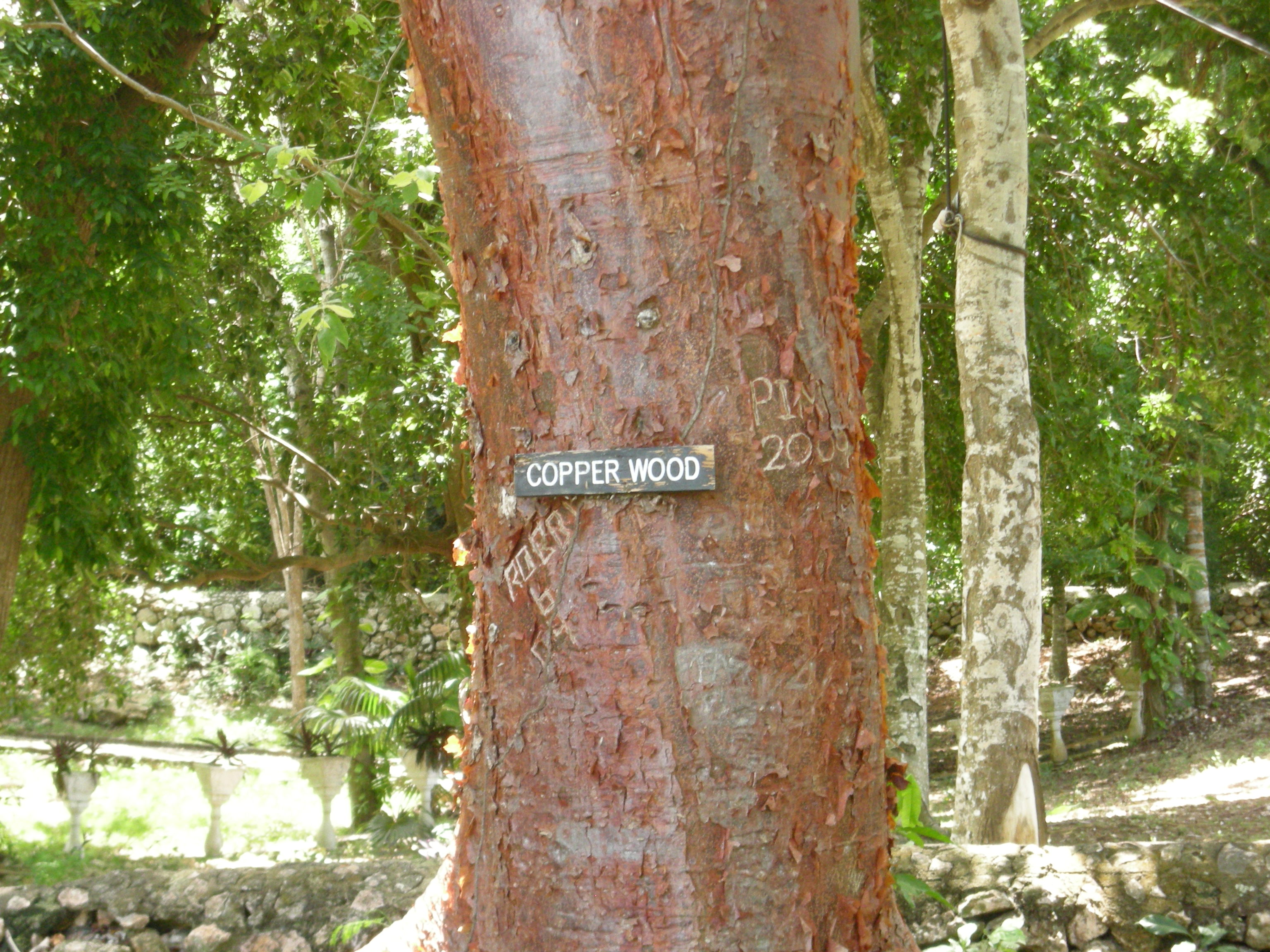
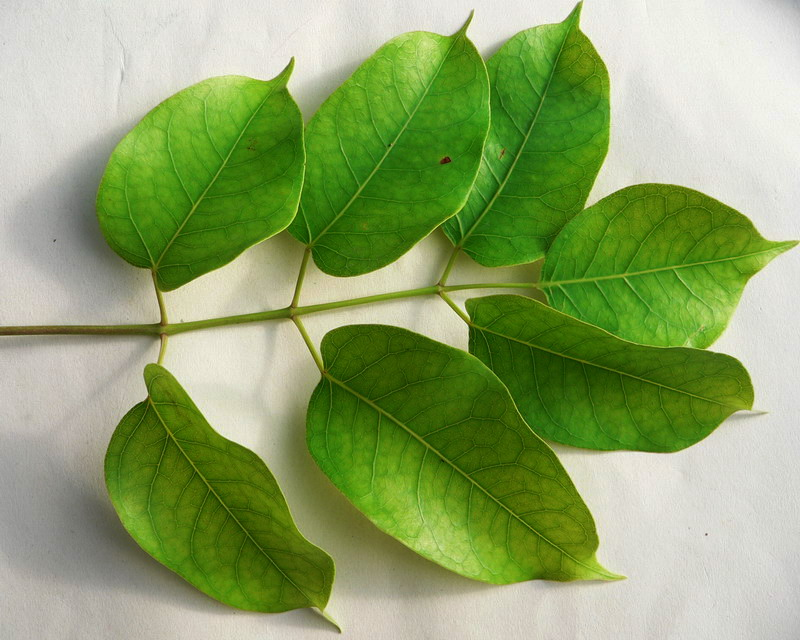
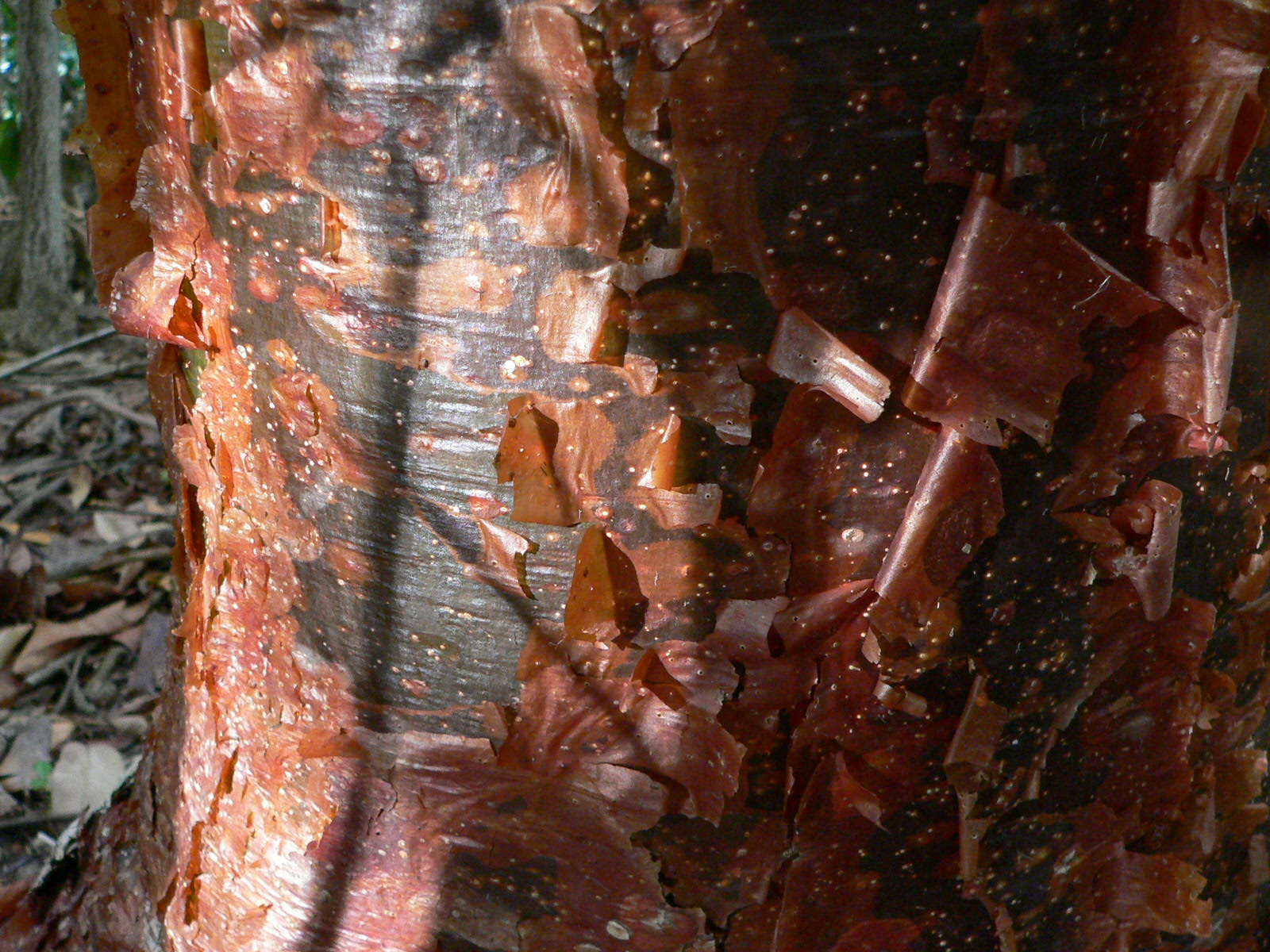